# Надирашвили, Николай Семёнович
Николай Семёнович Надирашвили (род. 23 июня 1955) — российский и французский математик, занимающийся дифференциальной геометрией и уравнениями в частных производных.

## Биография
Закончил 57 школу в 1972 году. Студент Евгения Михайловича Ландиса в МГУ. Защитил кандидатскую диссертацию в 1981 году. После этого работал в институте физики земли и в институте проблем передачи информации.
С 1990 года работал в Билефельдском университете, затем в Институте Шрёдингера в Вене. С 1994 года — ассистент математического отделения в Массачусетском технологическом институте, в 1998—2004 годах — профессор Чикагского университета. С 2004 года профессор Марсельского университета, директор отделения Национального центра научных исследований этого университета.

## Научный вклад
Наиболее известен построенным им примером, так называемой Поверхностью Надирашвили — полной ограниченной минимальной поверхности с отрицательной кривизной в трёхмерном евклидовом пространстве.
Тем самым ответил на вопрос Адамара о существовании ограниченной поверхности строго отрицательной кривизны. Этот же пример отвечает на вопрос Калаби и Яу о существовании ограниченной ограниченной минимальной поверхности.
Ранее Гильбертом было показано, что не существует полных вложенных поверхностей с постоянной отрицательной кривизной.
В 1963 году, этот результат был улучшен Ефимовым, он доказал что не существует полных вложенных поверхностей с кривизной ограниченной сверху отрицательной константой.
В 2008 году вместе с Дмитрием Якобсоном и Иосифом Полтеровичем был награждён Премией Жильбера де Бюргара Робинсона за работу «Extremal metric for the first eigenvalue on a Klein bottle» (2006).